# Torikeskus (Jyväskylä)
Pour les articles homonymes, voir Torikeskus.
Le Torikeskus est un centre commercial du quartier Keskusta à Jyväskylä en Finlande.

## Présentation
La construction du Torikeskus s'est achevée en 1988 dans l'ilot urbain entouré de Väinönkatu, Kauppakatu et Yliopistonkatu.
L'offre commerciale de Torikeskus est spécialisée sur les soins de beauté, la santé et la mode, et le centre propose également des services de restauration complets. 
Au total, le centre commercial contient une quarantaine d'entreprises dans divers domaines.
D'autres centres commerciaux sont installés dans le centre de Jyväskylä: le Forum, le Jyväskeskus et Jyväskylä Sokos sont situés autour de Torikeskus. 
Les centres commerciaux forment le cœur du centre-ville de Jyväskylä et de Kompassiaukio.